# 萧德雄
萧德雄（1962—），中华人民共和国政治人物、当选數屆全国政协委员。
蕭德雄担任澳门森基发展有限公司、澳门财神酒店有限公司董事长。2002年9月，始创了澳门江门同乡会，以江门市银葵高尔夫有限公司进行慈善。2009年，担任冠中地产集团主席。2018年1月，当选第十三届全国政协委员。

## 相關事件

### 益隆炮竹廠土地置換事件
2016年7月，澳門廉政公署發表《關於益隆炮竹廠土地置換事件調查報告》，在換地事件報告顯示只擁有「益隆爆竹廠」涉及面積僅1,655平方米的少部分土地業權的蕭德雄竟可從澳門特區政府換走152,073平方米土地，差距90倍。報告又披露當中有七成多土地其實是政府批租地，早在1980年的澳葡時代已被政府宣告批給失效，土地被政府收回。蕭德雄旗下公司根本無權將整塊爆竹廠土地與政府換地，又質疑主管土地的工務部門為何竟然「懵然不知」。坊間質疑為何聲稱「愛國愛澳」的商人竟如此欺騙政府，政府為何對情況「懵然不知」，因貪腐入獄的前運輸工務司司長歐文龍是否有權限可以授權給前工務局長賈利安，且任職公職多年的資深公務員賈利安為何不知該承諾書無權簽署，亦有聲音質疑該案背後有更高層利益集團在操控利益分配。

### 疊石塘山超高樓項目風波
萧德雄是疊石塘山超高樓項目風波中的涉事發展商「勝鴻發展有限公司」的股東之一，在事件中，政府被指責縱容發展商破壞山體來興建豪宅，2013年3月，蕭德雄在回應傳媒時說：「石排灣十個山都炸光來建公屋，是不是政府可以放火，庶民放火就不行？環保沒有國界，沒有標準！」他又以「高樓到處都有，破壞的不是只有我一個」為理由，認為政府會「依法辦事」，又表示不擔心社會給壓力，又重申「將堅定不移發展」。議員關翠杏質疑蕭德雄的說法，她指出石排灣公屋群地段原本已屬開採石礦場之地，加上公屋涉及公眾利益，質疑是否能與私人土地發展項目相提並論。
2018年2月6日，廉政總署發布《關於路環疊石塘山建築項目的調查報告》，指出「項目地段業權在以遺產繼承方式轉移的過程中存在諸多疑點，不排除有人利用司法程序，冒充業權人後人非法獲得土地；在測量地界及發出地籍圖的過程中，存在明顯的錯誤甚至欺詐的情況」，又批評工務局容許發展商興建百米高大樓的做法，明顯違反行政指引訂定的規劃條件，同時又批評環保局及民政總署只憑發展商提供的資料作出評估，最終卻全盤認可項目的環境、景觀、綠化等方面的評估。疊石塘山項目的53,866平方米的山體，應該仍屬於國有土地，發展商由業權人購入的土地，其實最多僅有幾百平方米，且不在山體範圍之內，政府應透過適當的程序及渠道收回有關土地。就廉署報告內容，涉事的勝鴻公司在數份報章刋登嚴正聲明，強調是從合法途徑取得有關土地，所有情況均合情合理合法，聲明中又透露公司的主要股東為在香港上市的保利置業集團有限公司。保利置業是「中國保利集團有限公司」屬下的上市房地產平台，根據該集團的官方網站，保利集團屬於中華人民共和國國務院國有資產監督管理委員會管理的大型中央企業，經國務院和中央軍委批准組建，有中國軍方背景。同年2月7日，廉政專員張永春表示，勝鴻公司在某程度而言是事件中的受害者，中央政府支持特區政府依法施政，又表示具體工作則完全由廉署調查，沒有任何其他人員及機構介入。

### 李燦烽貪污案
2022年2月，論盡媒體傳出蕭德雄涉及前工務局局長李燦烽涉貪案，被檢察院下令羈押侯審。
2023年3月31日，初級法院宣判其清洗黑錢和受賄等多項罪名成立，共被判24年實際徒刑。
2023年11月21日，中級法院改判部分控罪上訴裁定成立，刑期由原來24年減半至改判12年監禁。